# Dioctria contraria
Dioctria contraria är en tvåvingeart som beskrevs av Becker 1923. Dioctria contraria ingår i släktet Dioctria och familjen rovflugor. Inga underarter finns listade i Catalogue of Life.